# 東 (つくば市)
東（ひがし）は茨城県つくば市の地名。

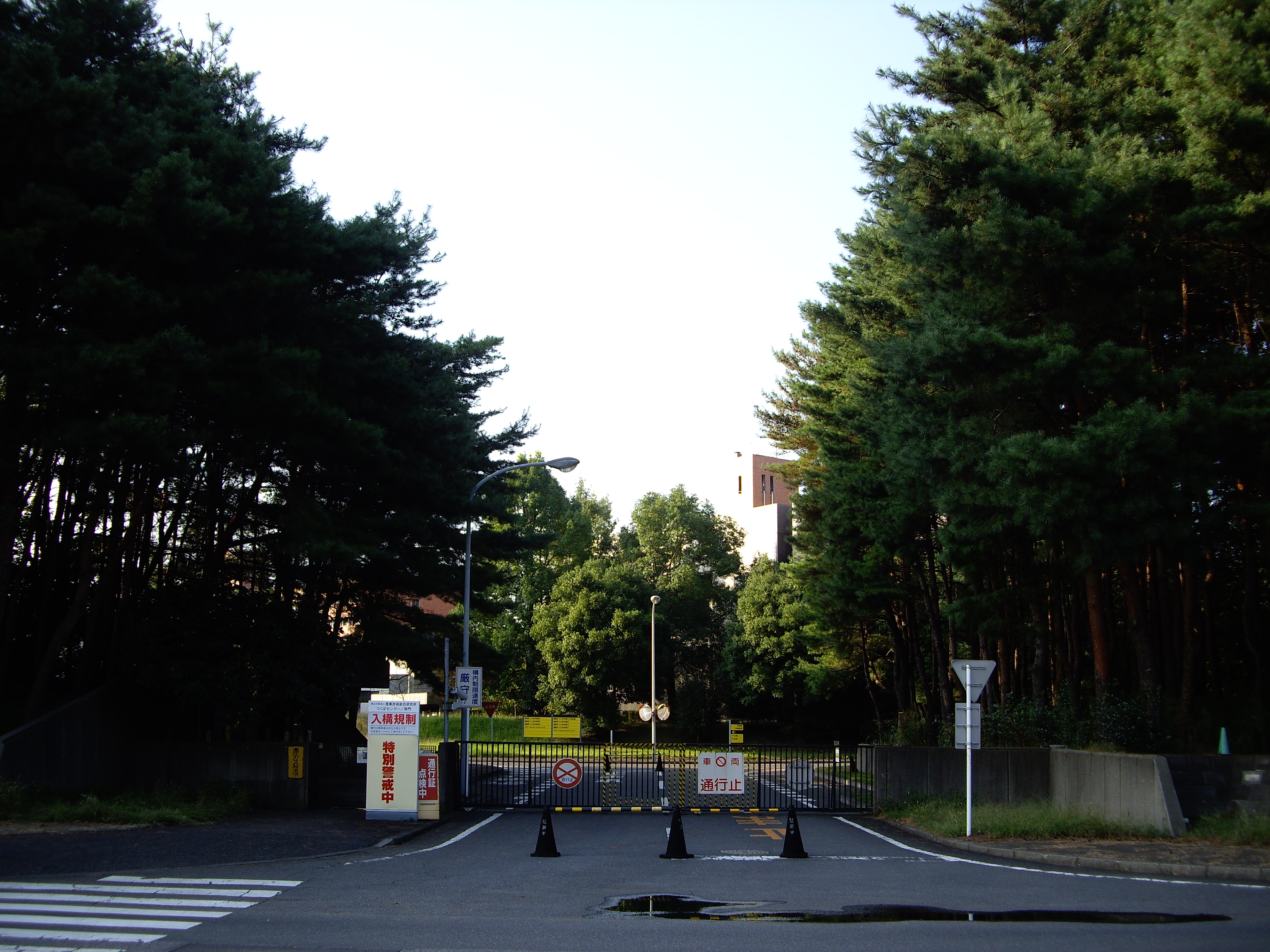
産業技術総合研究所（東一丁目）

現行行政地名は東一丁目及び二丁目。郵便番号は305-0046。

## 地理
つくば市の東部に位置し、筑波研究学園都市研究学園地区南部に位置する。一丁目は主に研究施設、二丁目は住宅街となっている。
一丁目には産業技術総合研究所関連施設、二丁目には市立東小学校、市立谷田部東中学校がある。
東は梅園・並木、西は長峰・稲荷前、南は下原、北は千現と接している。

## 歴史

### 沿革
- 1978年（昭和53年） - 新治郡桜村大字倉掛、大字大字大角豆の各一部を編入し、筑波郡谷田部町大字赤塚、大字小野崎、大字館野、大字下原、大字上原、大字倉掛、大字大角豆の各一部より、筑波郡谷田部町東一・二丁目を新設。
- 1987年（昭和62年） - 新治郡桜村、筑波郡大穂町、豊里町と合併、市制施行により、つくば市東一・二丁目となる。

### 町名の変遷
| 実施後   | 実施年月日                 | 実施前（各大字ともその一部） |
| -------- | -------------------------- | --- |
| 東一丁目 | 1978年（昭和53年）2月10日  | 大字大角豆字境山・字ミノワ・字箕輪・字並木・字岡山・字名兵                                                                                               |
| 東一丁目 | 1978年（昭和53年）12月26日 | 大字倉掛字二反歩、大字館野字長峰、大字上原字所、大字赤塚字鍛治台・字カウカイサキ・字割り目、大字小野崎字戸ノ内、大字大角豆字岡山・字谷山・字名浜・字梅里 |
| 東二丁目 | 1978年（昭和53年）12月26日 | 大字下原字池向・字鷺沼、大字赤塚字稲荷後・字割り目・字鍛治台・字鍛ケ窪・字カウカイサキ                                                                   |

## 世帯数と人口
2017年（平成29年）8月1日現在の世帯数と人口は以下の通りである。
| 丁目    | 世帯数  | 人口    |
| ------- | ------- | ------- |
| 東1丁目 | 21世帯  | 24人    |
| 東2丁目 | 964世帯 | 2,170人 |
| 計      | 985世帯 | 2,194人 |

## 小・中学校の学区
市立小・中学校に通う場合、学区は以下の通りとなる。
| 番地 | 小学校   | 中学校         |
| ---- | -------- | -------------- |
| 全域 | 東小学校 | 谷田部東中学校 |

## 施設
- 東幼稚園
- つくば市立東小学校
- つくば市立谷田部東中学校
- 産業技術総合研究所